# Denkmal für die Opfer des Kommunismus (Washington, D.C.)

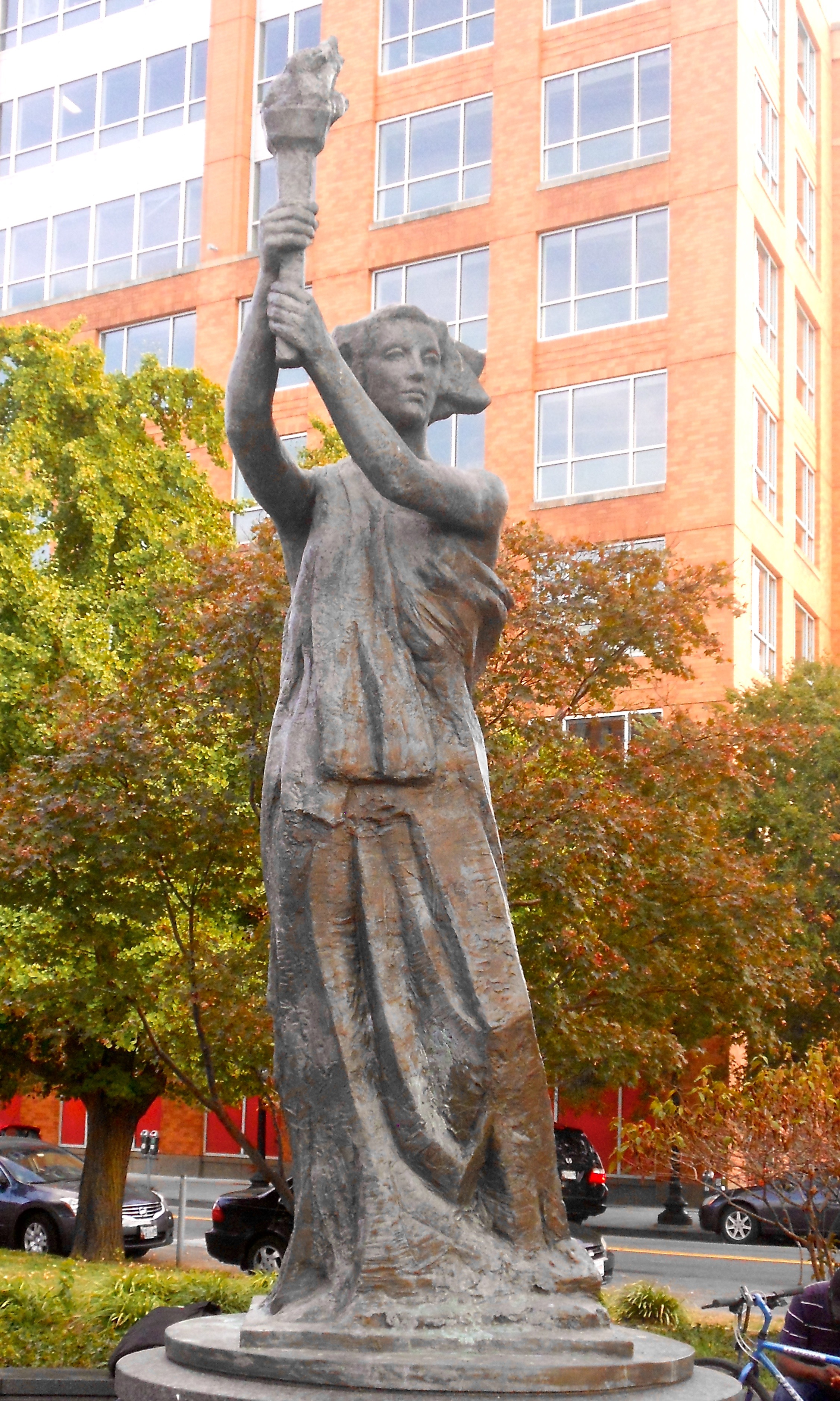
Replika der Göttin der Demokratie

Das Denkmal für die Opfer des Kommunismus (engl.: Victims of Communism Memorial) ist ein politisches Denkmal in Washington, D.C., USA, in unmittelbarer Nähe des Kapitols. Es enthält eine drei Meter hohe Bronzereplik der Göttin der Demokratie, die von Studenten während der Proteste am Platz des himmlischen Friedens 1989 in Peking errichtet wurde.

## Geschichte
Die feierliche Einweihung des Denkmals fand am 12. Juni 2007 durch den US-amerikanischen Präsidenten George W. Bush statt.

## Widmung
Das Denkmal soll an „geschätzt 100 Millionen Opfer des Kommunismus“ erinnern. In der Eröffnungszeremonie sprach Präsident Bush diesbezüglich von China, der Sowjetunion, Nordkorea, Kambodscha, Afrika, Afghanistan, Vietnam, Osteuropa und anderen Teilen der Welt. Er sprach explizit von den ukrainischen Opfern des Holodomor, den Opfern des sowjetischen Großen Terrors, den Litlitauischen, lettischen und estnischen Opfern der ethnischen Deportationen in der UdSSR, von den chinesischen Opfern des „Großen Spruns nach vorn“ und der Kulturrevolution, den Opfern des Genozids in Kambodscha in den „Killing Fields“, den Opfern an der Berliner Mauer, den polnischen Opfern der Massenerschießungen von Katyn, den Opfern des äthiopischen Regimes unter Mengistu Haile Mariam, der Opfer unter den Miskito unter der Frente Sandinista de Liberación Nacional sowie der Balseros als Opfer des kubanischen Regimes. Bush benannte zudem Raoul Wallenberg und Jerzy Popiełuszko.

## Trägerstiftung
Die Victims of Communism Memorial Foundation (VOC) ist eine antikommunistische Organisation, die 1994 durch ein US-amerikanisches Bundesgesetz eingerichtet wurde. Die Organisation war zuständig für den Bau eines Gedenkortes in Washington, D.C. für die von der Organisation genannten über 100 Millionen Opfer des Kommunismus – eine Zahl, die von Historikern und der Organisation amerikanischer Historiker angefochten wird. Der Zweck des VOC ist, „US-Amerikaner über die Ideologie und die Geschichte des Kommunismus zu unterrichten“.